# Ordres juridiques autochtones en Australie
 (mars 2024).
Les ordres juridiques autochtones en Australie sont les ordres juridiques des Aborigènes d'Australie.

## Caractéristiques
Les cultures aborigènes sont très diverses et il y a ainsi un grand nombre d'ordres juridiques différents. Les droits aborigènes sont intimement liés aux cultures respectives dont ils découlent, et ne sont ainsi pas vraiment à distinguer de l'art, par exemple. Ils sont aussi intimement liés aux différents lieux des divers pays aborigènes, aux chansons, à la spiritualité et aux ancêtres.
Chez les Nhunggabarra, les récits sont porteurs de principes juridiques dans lesquels des préceptes de respect et de durabilité jouent un rôle important.
Chez les Warlpiri, la loi passe aussi à travers les récits, dits jukurrpa, à travers lesquels sont dérivés des normes complexes de parenté et de spiritualité. Des concepts similaires au jukurrpa ont une importance pour d'autres ordres juridiques aborigènes.
À la suite d'un délit, une vengeance est normalement accomplie. Diverses procédures sont employées, pouvant aussi bien impliquer de nombreuses personnes dans de grandes batailles rangées, que seulement deux dans des duels. 
Chez les Yolngu, qui suivent la madayin (souvent traduite comme un système juridique), l'intendance de la terre se fait à travers les clans, avec des niveaux différents de gestion pour les ressources souterraines et la surface des terres, par exemple. Les trois principes clés de la madayin sont la mäwaya, la dhapirrk, et la wana-lupthun, et ses trois niveaux de gouvernance sont la garma, la dhuni' et la ngärra.
Dans les sociétés du désert, les femmes deviennent des aînées chargées de transmettre les savoirs traditionnels.
Dans les droits aborigènes, l'écobuage est parfois prévu.

## Relation avec le droit australien
La colonisation a entendu supprimer les droits des Aborigènes, suivant la doctrine de terra nullius. Depuis, l'État australien a commencé une assimilation des ordres juridiques autochtones dans la perspective d'un pluralisme juridique au sens faible, c'est-à-dire qui continue à faire prévaloir la culture des blancs comme la seule mesure de légitimité,. La décision Mabo vs Queensland de 1992 et un rapport gouvernemental de 2015 ont représenté des avancées vers une reconnaissance des ordres juridiques autochtones en Australie,.